# Nipponoserica similis
Nipponoserica similis är en skalbaggsart som beskrevs av Lewis 1895. Nipponoserica similis ingår i släktet Nipponoserica och familjen Melolonthidae. Inga underarter finns listade i Catalogue of Life.